# New Years Day
New Years Day (eigentlich New Year's Day) ist eine 2005 gegründete Rockband aus Anaheim, Kalifornien, Vereinigte Staaten.

## Geschichte

### Die Anfänge
Die Geschichte der Gruppe startete im Anfang des Jahres 2005, als Bassist Adam Lohrbach die Pop-Punk-Band Home Grown verließ. In Ash Costello als Sängerin und Keith Drover als Keyboarder und Gitarrist fand Lohrbach zwei Mitstreiter. Kurz darauf produzierte die Gruppe ein Demo mit zwei Stücken und spielten ihre ersten Konzerte mit der Unterstützung von Eric Seilo am Bass. Allerdings beendete Seilo seine Tätigkeit, um auf das College gehen zu können. Etwas später wurden der ehemalige Wakefield-Musiker Mike Schoolden an der Gitarre und Russell Dixon am Schlagzeug in die Gruppe integriert. Nachdem die Besetzung der Band komplettiert wurde, nannte sich die Band New Years Day.

### EPRazorund AlbumMy Dear
Die Gruppe konnte aufgrund ihrer regen Aktivität auf der Social-Media-Plattform Myspace bereits in den ersten Jahren eine größere Fanbasis aufbauen. So wurde ein Lied der Gruppe auf MySpace Records Volume I gepackt und schaffte es auch das Stück Ready, Aim, Misfire auf dem Spielesoundtrack zu Saints Row zu platzieren.
Die Gruppe zog in Erwägung, einen Plattenvertrag bei Decaydance Records, welches von Fall-Out-Boy-Mitglied Pete Wentz betrieben wird, zu unterschreiben, entschied sich jedoch später dagegen und kam stattdessen bei TVT Records unter. Im Jahr 2006 folgte die Veröffentlichung der ersten EP, die nach der Band benannt wurde. Diese wurde hauptsächlich als Download angeboten, CDs konnten lediglich auf Konzerten der Band gekauft werden. Im selben Jahr startete die Gruppe mit den Arbeiten am Debütalbum, welches aus eigener Tasche finanziert und mit einem Freund der Band selbst produziert wurde. Die Aufnahmen dauerten knapp mehr als acht Monate. My Dear erschien am 8. Mai 2007. In dieser Periode tourte die Band zudem mit The Fall of Troy, Red Jumpsuit Apparatus und Hawthorne Heights. Nach einem Auftritt der Gruppe auf der Warped Tour verließ der Gitarrist Keith Drover die Band und wanderte nach Schweden aus.
Ein Jahr nach der Veröffentlichung des Debütalbums musste TVT Records Insolvenz anmelden und verkaufte den kompletten Labelkatalog an The Orchard, wodurch das Album nie die notwendige Promotion erhielt und in Vergessenheit geriet. Kurz nachdem der Konkurs der Plattenfirma bekannt geworden war, verließen Adam Lohrbach und Mike Schoolden New Years Day. Trotz der schweren Phase, arbeiteten die verbliebenen Musiker an neuem Liedmaterial.

### EPThe Mechanical Heart
Am 12. März 2010 wurde die Band für mehrere Konzerte auf der Warped Tour angekündigt. Am 2. Juli 2010 erschien mit Headlines & Headstones eine Kompilation mit Stücken aus vorherigen Veröffentlichungen und Zusatzmaterial über Spinning Inc. exklusiv auf dem japanischen Markt.
Am 31. Januar 2011 wurde Matthew Lindblad als neuer Gitarrist in die Band aufgenommen, wo er den zwischenzeitlich eingestiegenen Dan Arnold ersetzte, auch wenn die Trennung zwischen Arnold und der Band nie öffentlich bekanntgegeben wurde. Kurz darauf wurde mit Jake Jones ein zusätzlicher Gitarrist in die Gruppe integriert. Im Mai 2011 wurde bekannt, dass die Band einen Plattenvertrag bei Hollywood Waste Records unterschrieben habe. Über das Label erschien am 21. Juni 2011 die zweite EP The Mechanical Heart, welche positive Resonanz erhielt. Zwischen Oktober und Dezember 2011 spielte die Band als Vorgruppe von Blood on the Dance Floor auf deren All the Rage Tour. Noch während dieser Konzertreise wurde Lindblad durch Nikki Misery ersetzt.

### AlbumVictim to Villainund EPEpidemic
Die Gruppe unterschrieb einen Plattenvertrag bei Century Media und brachte am 11. Juni 2013 das zweite Album Victim to Villain heraus. Außerdem spielte die Band erstmals die komplette Warped Tour. Zudem absolvierte die Gruppe bis zum Frühjahr 2014 Konzertreisen mit Otep, Stolen Babies, Combichrist und William Control.
Zu Beginn des Jahres trennte sich die Band von dem Schlagzeuger Nick Turner, der erst Ende des Jahres 2013 den langjährigen Schlagzeuger Russell Dixon ersetzt hatte. Neuer Schlagzeuger wurde Nick Rossi. Kurz vor dem Start ihrer Europatour als Vorband für Escape the Fate und Glamour of the Kill verließ Jake Jones New Years Day. Neuer Gitarrist wurde Tyler Burgess. Am 18. November 2014 wurde die EP Epidemic über Grey Area Records veröffentlicht, nachdem sich die Band von Century Media getrennt hatte. Um die EP zu bewerben, tourte die Band im Vorprogramm von The Birthday Massacre. Am 22. Dezember 2014 wurde angekündigt, dass die Band im Februar und März 2015 als Vorband für Motionless in White auf der Beyond the Barricades Tour spielen werde, welche außerdem von For Today und Ice Nine Kills begleitet wurde. Kurz vor der Beyond the Barricades Tour verließ Anthony Barro die Gruppe, wodurch Tyler Burgess von der Gitarre an den Bass wechselte und mit Jeremy Valentyine ein neuer Gitarrist in die Band integriert wurde.

### AlbumMalevolence
Im Februar 2015 wurde die Gruppe erneut für die Warped Tour angekündigt, wo sie auf der Journeys Left Foot Stage spielte. Auch spielte die Gruppe auf der Kickoff Party der Warped Tour in Los Angeles mit Künstlern wie Metro Station, Crossfaith und As It Is. Kurz nach diesem Auftritt kündigte Burgess seinen Abschied an und wurde für die Dauer der Warped Tour durch Chris Khaos am Bass ersetzt. Während der Warped Tour kündigte die Gruppe ihr drittes Album für den Herbst an und veröffentlichte die Single Kill or be Killed. Außerdem konnte das Album lediglich während der Festivaltournee vorbestellt werden. Nach der Warped Tour wurde Brandon Wolfe als neuer Bassist vorgestellt. Rossi wurde durch Trixx am Schlagzeug ersetzt.
Am 2. Oktober 2015 wurde mit Malevolence das inzwischen dritte Studioalbum veröffentlicht, welches über Another Century erschien. Das Album stieg auf Platz 45 in den offiziellen Albumcharts in den Vereinigten Staaten ein, womit es das erste Album der Band ist, welches in die Albumcharts einsteigen konnte. Im August wurde die erste Headliner-Tour angekündigt, die von The Relapse Symphony, Get Scared und Eyes Set to Kill begleitet wurde. Eine Tournee mit Chelsea Grin und Motionless in White, welche im November durch das Vereinigte Königreich führen sollte, wurde aufgrund der Terroranschläge in Paris Mitte November vorläufig abgesagt und auf ein zwischenzeitlich unbekanntes Datum verschoben. Inzwischen wurde bekannt, dass die Tournee im Januar 2016 nachgeholt wird, wobei Chelsea Grin diese Konzertreise nicht absolvieren kann.

## Diskografie

### Alben
- 8. Mai 2007: My Dear (TVT Records)
- 11. Juni 2013: Victim to Villain (Century Media)
- 2. Oktober 2015: Malevolence (Another Century)
- 26. April 2019: Unbreakable (Another Century)
- 1. März 2024: Half Black Heart (Another Century)

### EPs
- 11. November 2006: New Years Day (TVT Records, ursprünglich unter dem Namen Razor geplant)
- 21. Juni 2011: The Mechanical Heart (Hollywood Waste Records)
- 18. November 2014: Epidemic (Grey Area Records)

### Sonstiges
- 2005: Demo
- 2005: MySpace Records Volume I (MySpace Records)
- 2008: Beyond the Blue, Volume 2 (Kid Rock Records, exklusiv nur in Japan)
- 2010: Headlines & Headstones (Spinning Inc., Kompilation der ersten EP und des Debütalbums mit Zusatzmaterial, nur in Japan erschienen)

## Auszeichnungen und Nominierungen
- Kerrang! Awards[16][17]
  - 2014: Hottest Female für Sängerin Ash Costello (nominiert)
  - 2015: Best Video für Angel Eyes feat. Chris Motionless (gewonnen)